# 津ノ井村
津ノ井村（つのいそん）は、鳥取県岩美郡にあった自治体である。1896年（明治29年）3月31日までは法美郡に属した。

## 概要
鳥取市街から南東の面影山南の低い丘陵地帯に位置した。現在は津ノ井地区と1997年（平成9年）に設置された若葉台地区に分かれている。
藩政時代には法美郡津ノ井郷に属する禰宜谷村・香取村・紙子谷村・桂木村・船木村・海蔵寺村・広岡村と、同郡中郷郷に属する生山村・余戸村・杉崎村があった。
鳥取市との合併は1952年（昭和27年）の県知事勧告以来、鳥取地区合併促進協議会を設置し福部村を含めて話し合われていたが当村のみの合併となった。
特産品としては大正初期に導入された二十世紀梨があり、黒斑病に悩みながらもこれを克服し昭和初期には県下有数の産地となった。また津ノ井瓦はかつて十数件の瓦工場が生産していたが、現在は福田益夫瓦工業所の1件のみとなっている。

## 沿革
- 1889年（明治22年）10月1日 - 町村制の施行により、余戸村・杉崎村・生山村・桂木村・船木村・広岡村・海蔵寺村・紙子谷村・香取村・禰宜谷村が合併して村政施行し、津ノ井村が発足。旧村名を継承した10大字を編成し、役場を桂木村に設置[5]。
- 1896年（明治29年）4月1日 - 郡制の施行により、邑美郡・法美郡・岩井郡の区域をもって岩美郡が発足し、岩美郡津ノ井村となる。
- 1919年（大正8年）12月20日 - 津ノ井駅開業。
- 1963年（昭和38年）4月1日 - 合併に先立ち、大字余戸を大字津ノ井と改称[7]。
- 1963年（昭和38年）4月22日 - 鳥取市に編入。同日津ノ井村廃止[7]。

## 合併後
村制時の10大字のうち余戸は津ノ井と改称し、それ以外（杉崎・生山・桂木・船木・広岡・海蔵寺・紙子谷・香取・祢宜谷）は鳥取市の大字として継承された。その後、津ノ井・桂木・船木の各一部が南栄町と、津ノ井ニュータウンとして開発された生山・海蔵寺・紙子谷・香取・祢宜谷の各一部が若葉台北・若葉台南となった。

## 行政

### 村長
- 入江幸雄：1955年（昭和30年）4月 - 1963年（昭和38年）4月21日[2][7]

## 教育
- 津ノ井村立津ノ井小学校（現・鳥取市立津ノ井小学校）
- 組合立邑法第一中学校（所在地は鳥取市岩倉、現在の鳥取市立岩倉小学校所在地）

## 当時の主要施設
- 鳥取県農業試験場津ノ井園芸試験地
  - 木乃実神社：1941年（昭和16年）に千葉県松戸市から譲り受けた二十世紀梨の原木を御神体に祀って試験地内に造営。1973年（昭和48年）に湖山町に遷座[11]。

## 交通

### 鉄道
- 因美線：津ノ井駅

### 道路
- 国道29号（一部区間は現在県道323号となる）

## 出身者
- 沢田研二（育ちは京都市、1948年 - ）